# Jenfeld
Jenfeld (igual en baix alemany) és un barri del bezirk de Wandsbek a la ciutat estat d'Hamburg a Alemanya.
A la fi del 2017 tenia 26238 habitants sobre una superfície de 5,0 km². És regat pels Jenfelder Bach, Barsbek i Schleemer Bach. No té cap estació pròpia del metro, l'estació més propera a la S1 és a Tondorf. És un barri popular, una mica perifèric.

## Història
Per la construcció de l'autopista E26 i les casernes als anys 1930, s'han trobat moltes tombes que indiquen un assentament almenys des de 15000 aC. El primer esment Gelenvelde data del 1304, i significa «camp grog» probablement pel color grog del terra sorrós.
Entre 1344 i 1359, els comtes de Schauenburg van vendre les masies de Jenfeld al Monestir de Reinbek. Feia part de Holstein, un feu del regne de Dinamarca. El 1864, després de la Guerra dels Ducats Slesvig-Holstein va ser anexionat per Prússia i va ser incorporats al districte de Stormarn. Fins a l'inici del segle XX no va canviar gairebé res, quedava un poble rural amb 424 habitants. Des del 1910 a poc a poc es va urbanitzar. El 1927 va fusionar amb l'aleshores ciutat de Wandsbek, que ella mateixa el 1937 per la Llei de l'àrea metropolitana d'Hamburg del govern nazi, va fusionar amb Hamburg.

## Llocs d'interès
- La Universitat de la Bundeswehr
- L'aiguamoll del Jenfelder Moor

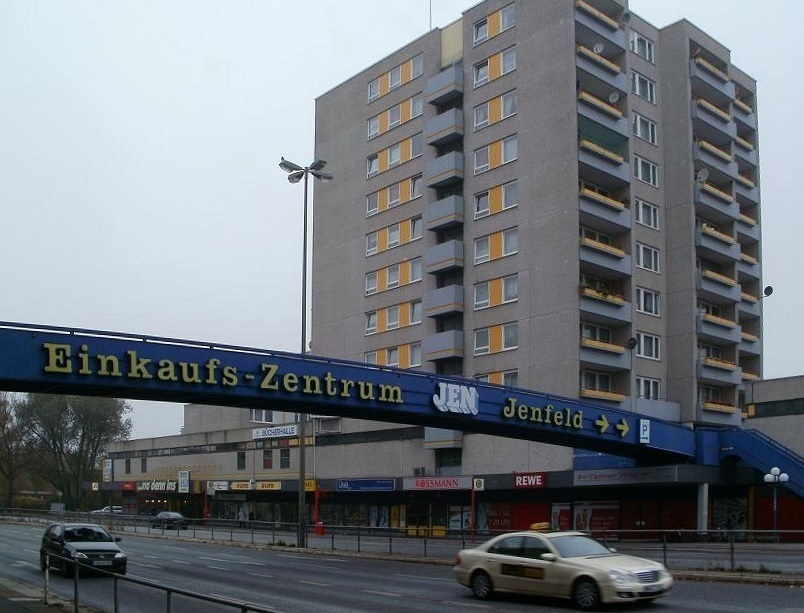
Centre comercial en estil brutalista
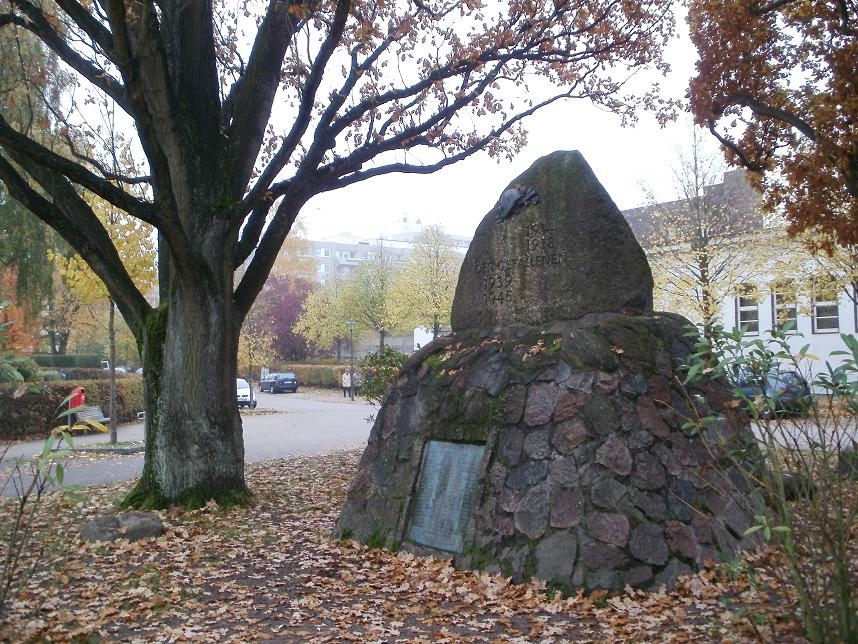
Monument als caiguts de les dues guerres mundials
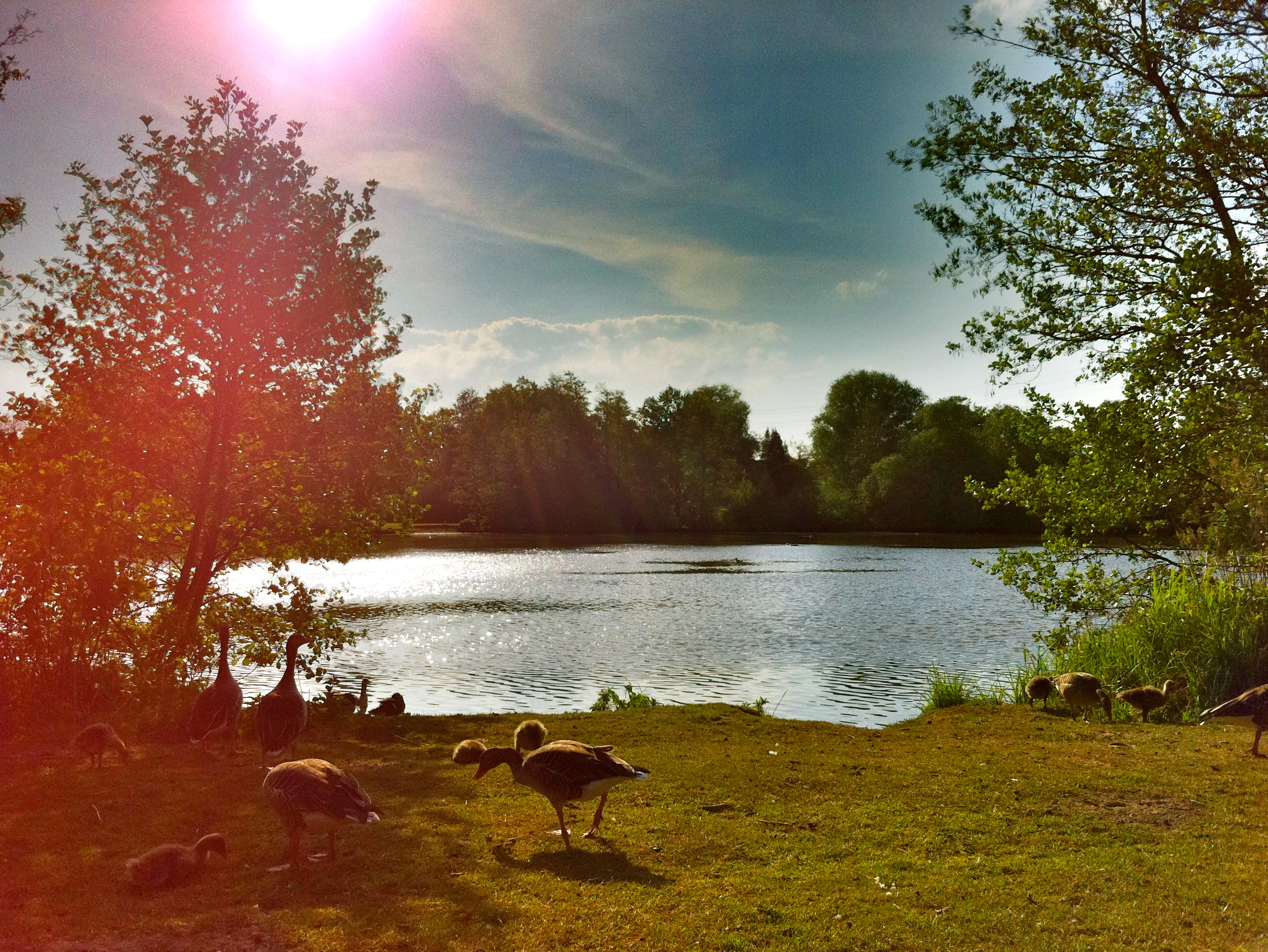
El llac Jenfelder Moor
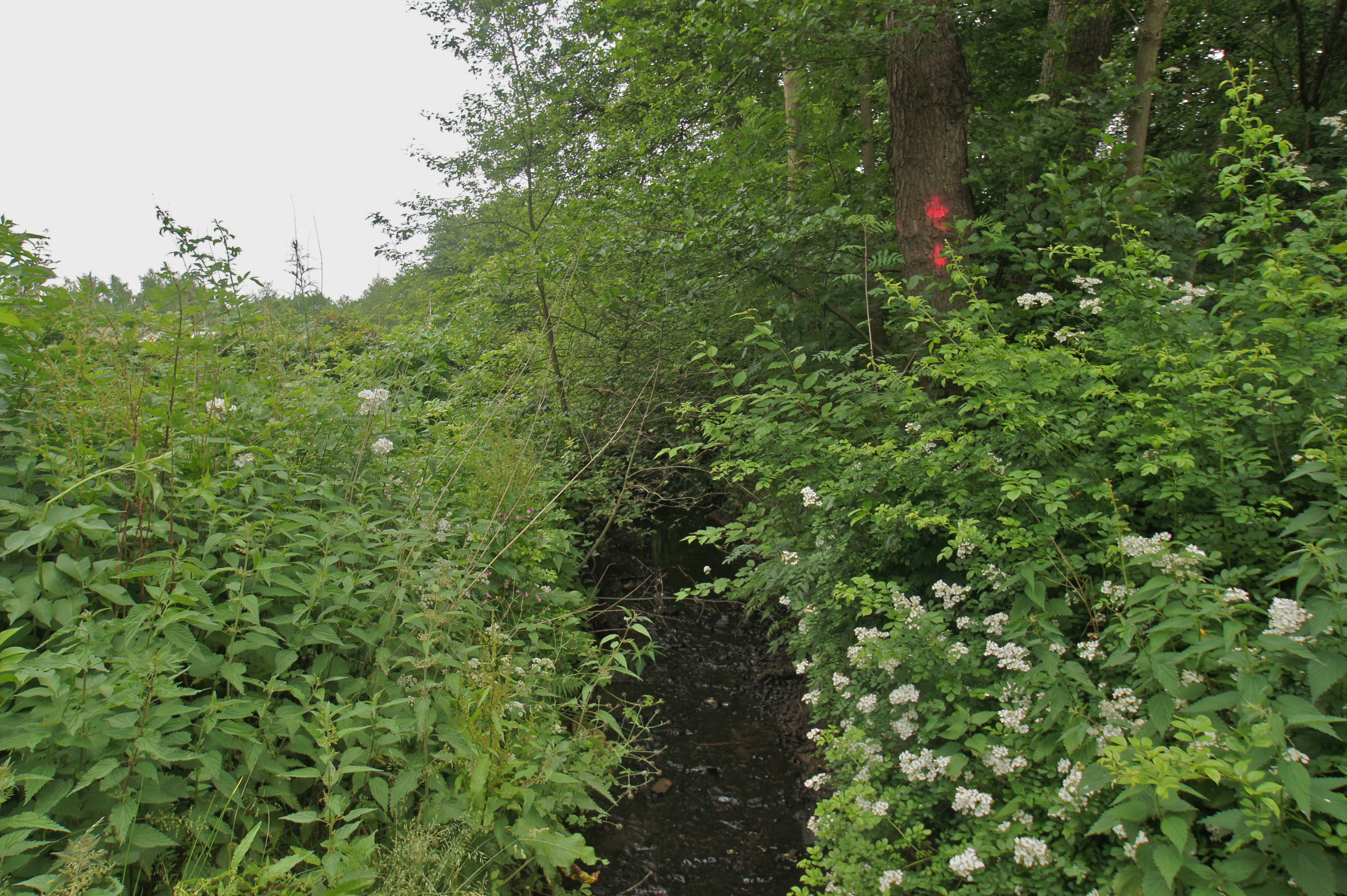
El riu Barsbek

## Persones
- Jasmin Wagner, Blümchen, cantant
- Uwe Beginsky, futbolista